# Красный Октябрь (Среднеахтубинский район)
Красный Октябрь — поселок в Среднеахтубинском районе Волгоградской области.
Административный центр Краснооктябрьского сельского поселения.

## География

### Улицы
| - пер. Лазурный - ул. Вишневая - ул. Дубравная - ул. Жемчужная - ул. Изобильная - ул. Лебединая - ул. Луговая | - ул. Новая - ул. Ореховая - ул. Прохладная - ул. Речная - ул. Славянская - ул. Солнечная |

## Население
| 2010 |
| ---- |
| 1246 |